# Alcithoe jaculoides
Alcithoe jaculoides är en snäckart som beskrevs av Powell 1924. Alcithoe jaculoides ingår i släktet Alcithoe och familjen Volutidae. Inga underarter finns listade i Catalogue of Life.